# 私家車道

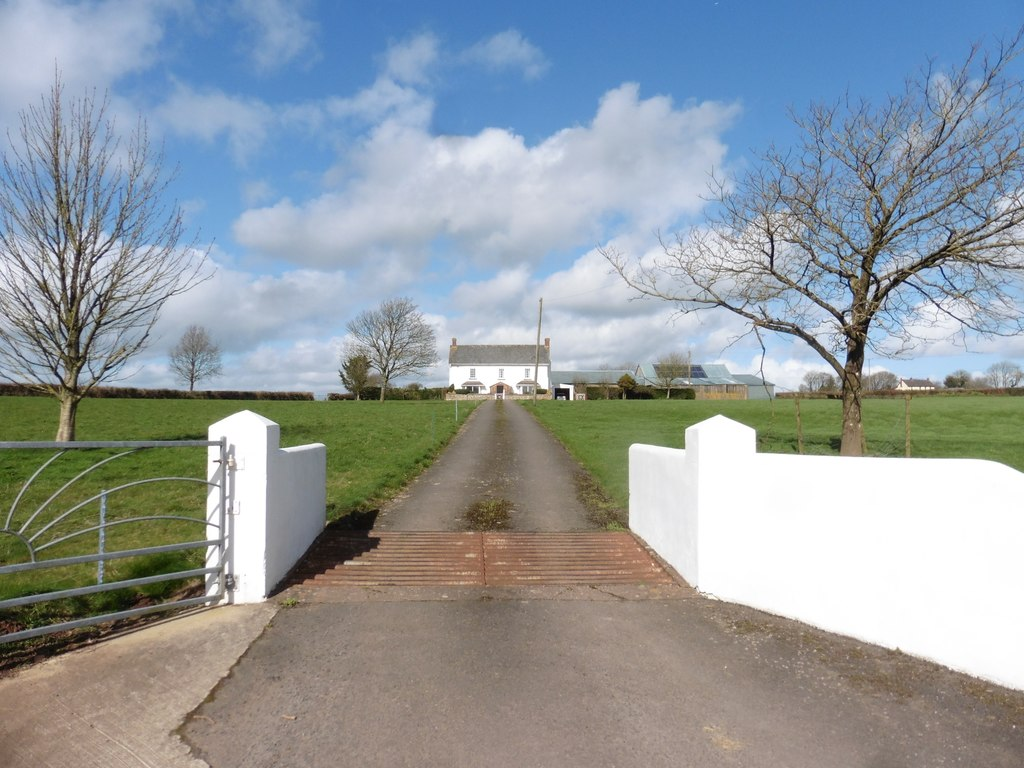
农庄的私家车道

（英語：或）是私有土地或社區內道路的一種，主要用来供住户的私人车辆通行或停放，通常在住宅旁或車庫前，延伸到私人土地边缘与任何公共车辆都可通行的公路相连。根据路面性质，车道還可細分為泥土车道、砾石车道、砖石车道、水泥车道和沥青车道等。
私人车道是车辆较为普及、特别是土地私有化程度较高的许多国家（比如美國、加拿大、澳大利亚等西方国家）的郊区、乡镇和农村常见的一种私家基础设施。近些年来因为各国郊区城市化的趋势，私家车道都已经成为不动产开发（特别是独立式住宅）的一個必備建設選項。